# Химна Централноафричке Републике
Државна химна Централноафричке Републике носи назив „Ренесанса” (фр. La Renaissance), а усвојена је након проглашења независности 1960. године. Текст је написао тадашњи премијер, Бартоломеј Боганда. Музику је компоновао Херберт Пепер који је такође компоновао химну Сенегала, Pincez Tous vos Koras, Frappez les Balafons.
Постоји и верзија ове химне на санго језику, која носи назив E Zingo.

## Текст
| La Renaissance | La Renaissance | La Renaissance |
| Француски | Санго | Српски |
| --- | --- | --- |
| Ô Centrafrique, ô berceau des Bantous ! Reprends ton droit au respect, à la vie ! Longtemps soumis, longtemps brimé par tous, Mais de ce jour brisant la tyrannie. Dans le travail, l'ordre et la dignité, Tu reconquiers ton droit, ton unité, Et pour franchir cette étape nouvelle, De nos ancêtres la voix nous appelle. Рефрен: Au travail dans l'ordre et la dignité, Dans le respect du droit dans l'unité, Brisant la misère et la tyrannie, Brandissant l'étendard de la Patrie. | Bêafrîka, mbeso tî âBantu Kîri mo gbû gîgî tî mo-mvenî Mo bâa pâsi na gbe tî âzo kûê Me fadësô, mo ke na kürü gô Mo sö benda, mo bûngbi kûê ôko Na kusâra ngâ na nëngö-terê Tî tö ndâ tî finî dutï tî ë sô E mä gbegô tî_âkötarä tî ë Рефрен: E gbû kua nzönî na nëngö-terê E kpë ndiä nzönî na mängö-terê E kinda wasïöbê, ë tomba pâsi E yâa bandêra tî ködrö tî ë! | О, Централна Африко, колевко народа Банту! Поново затражи своје право на поштовање, на живот! Дуго си била потчињена, дуго презрена од свих, Али, од данас, престаје стисак тираније. Кроз рад, ред и достојанство Поново освајаш своја права, своје јединство, И ка новој ери Глас наших предака позива. Рефрен: На посао! У ред и достојанство, У част права и слоге, Бришући сиромаштво и тиранију, Дижући високо заставу Отаџбине. |